# Platymetopius retamae
Platymetopius retamae är en insektsart som beskrevs av Rauno E. Linnavuori 1962. Platymetopius retamae ingår i släktet Platymetopius och familjen dvärgstritar. Inga underarter finns listade i Catalogue of Life.